# Stowarzyszenie Uniwersytetów Frankofońskich
Stowarzyszenie Uniwersytetów Frankofońskich (fr. Agence universitaire de la Francophonie (AUF)) – globalna sieć frankofońskiego szkolnictwa wyższego i instytucji badawczych. Do stowarzyszenia należy 812 członków z 104 krajów.

## Historia
Stowarzyszenie powstało w 1961, zrzeszając uczelnie wykładające częściowo lub w całości w języku francuskim uczelni (AUPELF). Jednym z inicjatorów tego projektu był kanadyjski dziennikarz Jean-Marc Léger, który pełnił funkcję Sekretarza Generalnego Stowarzyszenia w 1961/78.

## Członkowie w Krajach Unii Europejskiej

### Belgia
- Królewska Akademia Nauki i Sztuki w Belgii,
- Archiwum i Muzeum Literatury w Brukseli,
- Université catholique de Louvain,
- Uniwersytet w Liège,
- Uniwersytet w Mons,
- Uniwersytet w Namur,
- Wolny Uniwersytet w Brukseli,
- Université Saint-Louis.

### Bułgaria
- Wyższa Szkoła Transportu w Sofii,
- Nowy Uniwersytet Bułgarski,
- Uniwersytet Medyczny w Sofii
- Uniwersytet Sofijski im. św. Klemensa z Ochrydy,
- Uniwersytet Chemicznych Technologii i Metalurgii,
- Uniwersytet Wielkotyrnowski im. Świętych Cyryla i Metodego,
- Uniwersytet Technologii Żywności w Płowdiwie,
- Uniwersytet Medyczny w Płowdiwie.

### Francja
- Université d’Aix-Marseille II,
- Collège de France,
- École centrale de Lille,
- Université Blaise-Pascal,
- Université Bordeaux I,
- Université Bordeaux Montaigne,
- Université Bordeaux Segalen,
- Université catholique de l'Ouest,
- Université catholique de Lille,
- Université catholique de Lyon,
- Université d’Angers,
- Université d’Artois,
- Université d’Auvergne,
- Uniwersytet w Orleanie,
- Université de Bourgogne,
- Uniwersytet Zachodniej Bretanii,
- Uniwersytet Południowej Bretanii,
- Uniwersytet w Caen,
- Université de Corse,
- Université de La Rochelle,
- Université de Limoges,
- Université de Lorraine,
- Université de Nantes,
- Université de Picardie,
- Université de Poitiers,
- Université de Rouen,
- Uniwersytet Sabaudzki,
- Uniwersytet w Strasburgu,
- Université du Havre,
- Université de Saint-Étienne,
- Université Pierre et Marie Curie.

### Grecja
- Uniwersytet Arystotelesa w Salonikach,
- Uniwersytet w Tesalii,
- Uniwersytet Joński.

### Chorwacja
- Uniwersytet w Zagrzebiu.

### Hiszpania
- Universitat Oberta de Catalunya,
- Uniwersytet Autonomiczny w Barcelonie,
- Uniwersytet Rovira i Virgili.

### Litwa
- Europejski Uniwersytet Humanistyczny w Wilnie,
- Uniwersytet Michała Römera.

### Luksemburg
- Uniwersytet Luksemburski.

### Łotwa
- Uniwersytet Łotwy

### Polska
- Międzynarodowa Szkoła Nauk Politycznych w Katowicach,
- Politechnika Łódzka[2].

### Rumunia
- Academia de Studii Economice,
- Uniwersytet Babeșa i Bolyaia,
- Uniwersytet Bukareszteński,
- Uniwersytet w Krajowej,
- Uniwersytet Zachodni w Timișoarze,
- Uniwersytet Medycyny i Farmacji w Krajowej,
- Uniwersytet Medycyny i Farmacji Grigore T. Popa,
- Uniwersytet Medyczny i Farmaceutyczny Iuliu Hațieganu.

### Słowacja
- Uniwersytet Komeńskiego w Bratysławie,
- Uniwersytet Mateja Bela w Bańskiej Bystrzycy.

### Węgry
- Wyższa Szkoła Handlu Zagranicznego w Budapeszcie,
- Uniwersytet w Segedynie,
- Akademia Techniczno-Ekonomiczna w Budapeszcie,
- Uniwersytet im. Loránda Eötvösa w Budapeszcie.

### Włochy
- Francuska Szkoła w Rzymie,
- Università della Valle d’Aosta,
- Uniwersytet w Turynie.